# Leptohymenium sharpii
Leptohymenium sharpii är en bladmossart som beskrevs av William Russell Buck och H. Crum 1990. Leptohymenium sharpii ingår i släktet Leptohymenium och familjen Hylocomiaceae. Inga underarter finns listade i Catalogue of Life.